# Ползи, тень

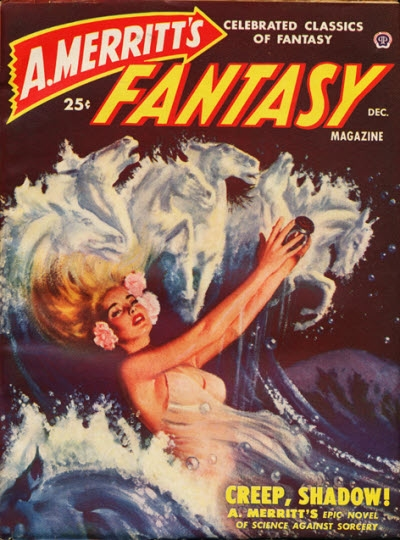
Обложка журнала Fantasy Magazine, 1949

«Ползи, тень» (англ. Creep, Shadow!) — роман американского писателя Абрахама Меррита, опубликованный в 1934 году в журнале Argosy. В основу сюжета положена бретонская легенда о короле Градлоне и его дочери Дахут, уничтожившей город Кер-Ис.
Во время работы над книгой он встречался с писателем Говардом Лавкрафтом и рассказал о своей будущей работе, однако существо из романа отличается от лавкрафтовских монстров. По мнению критика Сэма Московица, в романе встречаются «блестящие сцены и хорошие художественные моменты».

## Сюжет
Этнолог Алан Карнак приезжает в Нью-Йорк, где узнаёт о странной смерти своих друзей. На приёме в гостях к нему проявили интерес мадемуазель Дахут и психиатр Керадель, называющий себя её отцом. После знакомства с ними Карнак начинает подозревать, что в сознании Дахут обитает личность одноимённой ведьмы из старинной легенды.